# Мороз, Николай Никифорович
Николай Никифорович Мороз (28 декабря 1924, Славянка, Саратовская губерния — 23 мая 1971, Ростов-на-Дону) — гвардии лейтенант, командир взвода миномётов. Участник Великой Отечественной войны, Герой Советского Союза.

## Биография
Родился 28 декабря 1924 года в селе Славянке (ныне — Воскресенского района Саратовской области).
В сентябре 1942 года призван в Красную Армию Балтайским райвоенкоматом Саратовской области, окончил Симферопольское стрелково-миномётное училище, находившееся тогда в Балаково. С 6 октября 1943 года — в боях Великой Отечественной войны на Степном, с ноября 1943 — на 2-м Украинском, с января 1944 — на 1-м Украинском фронтах.
В звании гвардии младшего лейтенанта командовал миномётным взводом 175-го гвардейского стрелкового полка 58-й гвардейской стрелковой Красноградско-Вознесенской Краснознамённой дивизии. 23 марта 1944 года, форсировав Южный Буг в районе села Александровка (Вознесенский район Одесской области), отразил силами взвода 8 контратак противника, уничтожив до 60 его солдат и офицеров. 5 и 6 апреля 1944 в боях за село Первомайское, ст. Мигаево (Цебриковский район Одесской области) отбил несколько атак противника, подавил 3 пулемётные точки и уничтожил до 45 немецких солдат. 28 апреля 1944 был награждён орденом Отечественной войны 2-й степени.
В звании лейтенанта, командуя тем же взводом, 9-12 августа 1944 года в боях у станции Ратас (Пещанувский уезд Кемецкого воеводства, Польша) отразил несколько контратак противника. 30 августа 1944 огневой поддержкой взвода обеспечил захват контрольного пленного, уничтожил 3 пулемётные точки и до 100 солдат противника. 11 сентября 1944, обеспечивая захват контрольного пленного, огнём взвода подавил 4 пулемётные точки. 26 октября 1944 был награждён орденом Отечественной войны 1-й степени.
12 января 1945 года советские войска захватили Сандомирский плацдарм. В составе передовых подразделений был взвод миномётчиков Мороза. 23 января взвод дошёл до Одера. Рота, к которой был причислен взвод, первой в полку форсировала реку. Бойцы Мороза часть реки преодолели вплавь и установили миномёты на вражеском берегу. Противник был выбит с позиций, плацдарм для дальнейшего продвижения захвачен.
Звание Героя Советского Союза с вручением ордена Ленина и медали «Золотая Звезда» присвоено 27 июня 1945 года «за отвагу и мужество, проявленные при форсировании Одера, захвате и удержании плацдарма на западном берегу реки».
В послевоенные годы окончил Саратовский экономический институт и аспирантуру, кандидат экономических наук. Жил в Ростове-на-Дону, заведовал кафедрой в Ростовском институте народного хозяйства.

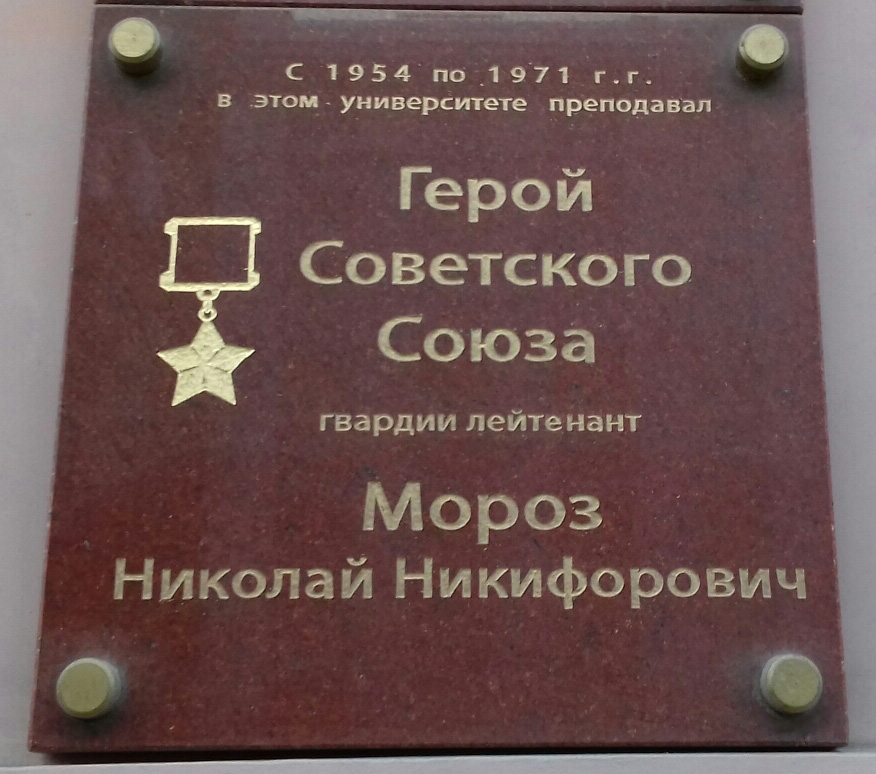
Памятная доска в Ростове-на-Дону

Умер 23 мая 1971 года.

## Награды
- орден Отечественной войны 2-й степени (28.4.1944)[2]
- орден Красной Звезды (14.5.1944)[5]
- орден Отечественной войны 1-й степени (26.10.1944)[3]
- звание Героя Советского Союза (27.6.1945)[6]:
  - медаль «Золотая Звезда»
  - орден Ленина.

## Память
- Именем Героя Советского Союза Н. Н. Мороза названа улица в посёлке городского типа Новые Бурасы Саратовской области.
- Имя Н. Н. Мороза было присвоено школе села Черноморец Славянского округа[1].

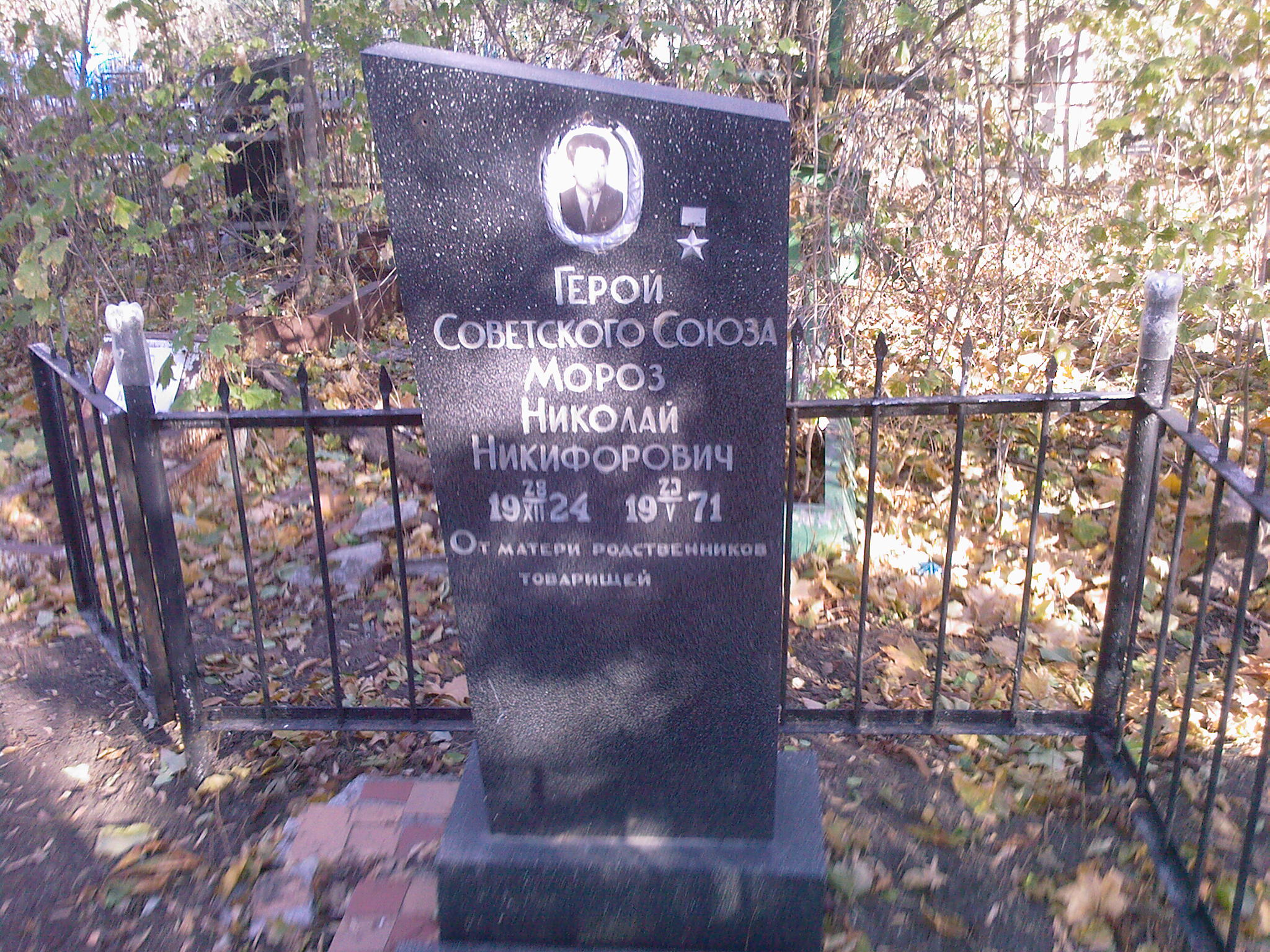
Памятник Нижне-Гниловское кладбище.

- Памятник Нижне-Гниловское кладбище.На здании Ростовского института народного хозяйства, в котором работал Н. Н. Мороз, установлена мемориальная доска[1].